# Anton Höpfl
Anton Höpfl (* 19. Mai 1889 in Waltendorf bei Graz; † 11. Juli 1947 in Graz) war ein fraktionsloser österreichischer Politiker.

## Ausbildung und Beruf
Nach dem Besuch der Volksschule besuchte er eine höhere Landwirtschaftliche Mittelschule in Neutitschein (in Mähren). Danach machte er eine Ausbildung zum Tierzuchtfachmann. Weitere wichtige Meilensteine seines beruflichen Werdegangs waren die folgenden:
- 1923: Tierzuchtfachmann im steirischen Landesdienst
- 1926: Kreissekretär des Wahlkreises Obersteiermark des Landbundes in Leoben
- 1934: Wirtschaftsdirektor des Landessonderkrankenhauses Stolzalpe

Er war auch Tierzuchtlehrer an der Landesalpschule am Gradnerhof bei Admont.

## Politische Funktionen
- 1930–1934: Landesrat der Steiermark

## Politische Mandate
- 21. Mai 1927 bis 4. Dezember 1930: Mitglied des Bundesrates (III. und IV. Gesetzgebungsperiode), fraktionslos